# Nad Tatrou sa blýska
Nad Tatrou sa blýska (eslovaco: "Hay un relámpago sobre los Tatras") es el himno nacional de Eslovaquia. El Himno fue creado en el año 1844 durante la partida de los estudiantes de Bratislava a Levoča. 
El texto fue escrito por Janko Matúška. En el año 1918, la primera estrofa formó la parte del Himno nacional checoslovaco. Desde el 1993, después de la división en dos estados soberanos, las dos primeras estrofas llegaron a ser el Himno nacional de la República Eslovaca.

## Letra
| Texto original       | Traducción Española                       |
| -------------------- | ----------------------------------------- |
| Nad Tatrou sa blýska | Relampaguea sobre los Tatras,             |
| hromy divo bijú.     | los truenos pelean salvajes               |
| Zastavme ich bratia, | Detengámoslos, hermanos                   |
| ved' sa ony stratia, | Pues ellos se perderán                    |
| Slováci ožijú.       | Mientras los eslovacos vuelven a la vida. |
|                      |                                           |
| To Slovensko naše    | Nuestra Eslovaquia ha estado durmiendo    |
| posiaľ tvrdo spalo.  | un profundo sueño                         |
| Ale blesky hromu     | pero el fulgor de los truenos             |
| vzbudzujú ho k tomu, | La despertará                             |
| aby sa prebralo.     | para que se levante.                      |